# Dolazak (2016.)
Dolazak (eng. Arrival) je američka znanstveno-fantastična drama iz 2016. godine koju je režirao Denis Villeneuve, a napisao Eric Heisserer prema kratkoj priči iz 1998. naziva Story of Your Life autora Teda Chianga. U filmu su glavne uloge ostvarili Amy Adams, Jeremy Renner i Forest Whitaker, a priča prati lingvisticu Louise Banks koju regrutira američka vojska kako bi pokušala prevesti komunikaciju nekoliko izvanzemaljskih brodova koji su se iznenada pojavili diljem svijeta. Njezin je glavni zadatak otkriti razlog dolaska posjetitelja iz svemira prije nego što se rastuće tenzije pretvore u oružani sukob. Svoju svjetsku premijeru film je imao na filmskom festivalu u Veneciji dana 1. rujna 2016. godine, a u SAD-u je u službenu kino distribuciju krenuo 11. studenog iste godine u distribuciji kompanije Paramount Pictures. U hrvatskim kinima film se započeo prikazivati 24. studenog.
U konačnici je na svjetskim kino blagajnama film utržio 203 milijuna dolara te pobrao hvalospjeve kritike diljem svijeta, pogotovo za ulogu Amy Adams, Villeneuveovu režiju te za prikaz istraživanja komunikacije s izvanzemaljskom inteligencijom. Film Dolazak proglašen je jednim od najboljih filmova 2016. godine, a pojavio se i na mnogim listama uglednih kritičara kada su u pitanju najbolja filmska ostvarenja te godine. Američki filmski institut također ga je proglasio jednim od deset najboljih filmova godine. Dobio je osam nominacija za prestižnu nagradu Oscar uključujući i one za najbolji film, redatelja i adaptirani scenarij u konačnici osvojivši jednu u kategoriji najbolje montaže zvuka. Također je zaradio dvije nominacije za nagradu Zlatni globus u kategoriji najbolje glumice u drami (Adams) te najbolje originalne glazbe (Jóhann Jóhannsson), a 2017. godine osvojio je nagradu Ray Bradbury i nagradu Hugo za najbolju dramsku prezentaciju.

## Radnja
U uvodnoj sekvenci filma upoznajemo se s Hannah, kćerkom lingvistice Louise Banks koja u ranoj mladosti umire od neizlječive bolesti.
Dvanaest izvanzemaljskih brodova pojavilo se na dvanaest različitih lokacija diljem svijeta. Pripadnik američke vojske, pukovnik Weber, regrutira Louise i fizičara Iana Donnellyja čiji je zadatak pokušati otkriti razlog dolaska posjetitelja iz svemira. Odvodi ih do vojnog kampa u Montani gdje se jedan od novopridošlih brodova nalazi. Uskoro Louise i Ian uspostavljaju kontakt s dvojicom izvanzemaljskih stvorenja koji imaju sedam udova te ih prozovu "heptapodovima"; Ian im daje nadimke Abbott i Costello. Louise i Ian započnu istraživati njihov pisani jezik koji se sastoji od izrazito kompliciranih okruglih simbola. Tijekom proučavanja njihovog jezika, Louise počnu mučiti vizije njezine kćerke Hannah.
Kada Louise konačno bude u mogućnosti upitati izvanzemaljce zašto su došli, njihov odgovor je "ponuditi oružje". Međutim, Kina njihovu komunikaciju prevede kao "koristiti oružje" te dolazi do prekida komunikacije između svih ostalih država koje također rade na pokušaju uspostave razgovora s izvanzemaljcima. Louise smatra da simbol kojeg su protumačili kao "oružje" također može značiti i "oruđe" te da je kineski prijevod rezultat njihovog agresivnog nastupa u komunikaciji.
Nekolicina vojnika postavi bombu u izvanzemaljsku letjelicu. Bez da to znaju, Louise i Ian ponovno uđu u brod, a izvanzemaljci im u tom trenutku daju ekstremno kompliciranu pisanu poruku. Par trenutaka prije eksplozije bombe, jedan od izvanzemaljaca izbacuje Iana i Louise iz letjelice te njih dvoje gube svijest. Kada se probude, vojska se sprema za evakuaciju, a izvanzemaljski brod se pomaknuo nekoliko stotina metara iznad tla tako da je do njega sada nemoguće doći. Ian otkriva da je u njihovoj posljednjoj poruci vrlo učestalo prisutan simbol za vrijeme te da upravo on zauzima jednu dvanaestinu prostora kompletne poruke. Louise smatra da je kompletna poruka rascijepana na svih dvanaest brodova te da je jedini način kako ju dešifrirati taj da svih dvanaest zemalja svijeta započnu raditi zajedno.
Kineski general Shang u međuvremenu izdaje ultimatum izvanzemaljcima, zahtijevajući od njih da napuste Zemlju u roku od 24 sata; Rusija, Pakistan i Sudan naprave isto. Louise odlazi sama do letjelice iz koje ubrzo izađe manja letjelica koja ju preveze do većeg broda. Izvanzemaljci joj objašnjavaju da su došli pomoći čovječanstvu, jer će za tri tisuće godina oni trebati pomoć ljudi, a da se simbol "oružje" odnosi na njihov jezik kojim omogućuju predviđanje budućnosti. U tom trenutku Louise shvaća da su vizije njezine kćerke zapravo predosjećanja.
Louise se vraća u vojni kamp u kojem još uvijek traje evakuacija i govori Ianu da je "oružje" zapravo jezik vanzemaljaca; oni koji ga svladaju bit će u mogućnosti vidjeti budućnost i prošlost. Nakon toga Louise ima viziju zbora Ujedinjenih Naroda gdje joj general Shang zahvaljuje što ga je telefonskim pozivom na njegovu privatnu liniju uvjerila da odustane od napada na brod, a također joj napominje da je to uspjela zato što mu je tijekom poziva rekla što mu je njegova supruga izrekla na samrti. U sadašnjosti, Louise krade satelitski telefon, zove njegov broj i ponavlja mu iste riječi. Kinezi potom objave svijetu da odustaju od napada te u javnost puste svoj dio poruke. Ubrzo njihov primjer slijede i ostale zemlje te izvanzemaljski brodovi potom nestaju.
Tijekom evakuacije kampa Ian obznani svoju ljubav prema Louise. Oni razgovaraju o životnim izborima i o tome da li bi ih promijenili kada bi unaprijed znali što će se dogoditi. Louise je sada jasno da će pristati imati dijete s njim, iako već unaprijed zna njihovu sudbinu: Hannah će umrijeti od neizlječive bolesti, a Ian će ih ostaviti nakon što mu Louise kaže da je cijelo vrijeme znala što će se dogoditi.

## Glumačka postava
- Amy Adams kao Louise Banks
- Jeremy Renner kao Ian Donnelly
- Forest Whitaker kao pukovnik G.T. Weber
- Michael Stuhlbarg kao agent Halpern
- Mark O'Brien kao kapetan Marks
- Tzi Ma kao general Shang

## Produkcija
Redatelj Denis Villeneuve neko je vrijeme želio snimiti film znanstveno-fantastične tematike, ali "nikada nije pronašao pravu stvar". U međuvremenu, scenarist Eric Heisserer je godinama neuspješno pokušavao prodati svoju adaptaciju kratke priče Story of Your Life autora Teda Chianga pa je skoro u potpunosti odustao od istoga do vremena kada su mu producenti Dan Cohen i Dan Levine prišli s idejom snimanja potencijalnog SF filma. Cohen i Levine rekli su Villeneuveu za kratku priču koja je redatelja odmah zainteresirala, premda je njegov tadašnji rad na filmu Zatočene značio da on neće biti u mogućnosti razviti je u filmski scenarij. Cohen i Levine su napisali prvu verziju, a Villeneuve je kasnije napravio preinake. Promijenio je naslov, jer je smatrao da naslov originalne priče više liči na romantičnu komediju, a i sam scenarij bio je poprilično različit od priče. Premda je Villeneuve prošao "stotine" različitih naslova za film, Dolazak je bio jedan od prvih koje je njegov tim predložio.
Scenarist Heisserer je izjavio da su ranije verzije scenarija imale različit završetak: dar heptapodova bili su "nacrti za brod kojim će biti moguć let svemirom, nešto poput arke", a koji će omogućiti da ljudi pomognu izvanzemaljcima za tri tisuće godina. Međutim, nakon što je 2014. godine snimljen film Interstellar, Heisserer i Villeneuve su se složili da ideja neće funkcionirati te su se odlučili da će dar biti "ono što je ispred nas cijelo vrijeme... Moć njihova jezika".
Jeremy Renner produkciji filma pridružio se 6. ožujka 2015. godine u ulozi profesora fizike. Forest Whitaker potpisao je u travnju iste godine, a Michael Stuhlbarg kao CIA-in agent Halpern se pridružio u lipnju. Profesorica lingvistike dr. Jessica Coon bila je glavna savjetnica na filmu glumici Amy Adams.
Snimanje filma trajalo je 56 dana, a započelo 7. lipnja 2015. godine nakon što je glumac Renner završio svoj posao na filmu Kapetan Amerika: Građanski rat. Film se uglavnom snimao u i oko Montréala (Kanada), a područje Saint-Fabien u Quebecu "glumilo" je državu Montanu. Filmska ekipa nešto je vremena potrošila na traženje prave lokacije koja će predstavljati slijetanje izvanzemaljskih brodova, budući producenti nisu željeli snimati u planinama čija bi veličina umanjila grandioznost svemirskih brodova, a također nisu željeli snimiti film niti u dolini zbog izbjegavanja klišeja. Većina filma koja nije uključivala eksterijere snimljena je u studijima premda su scene čija se radnja odvija u Louiseinom domu snimljene u pravoj kući. Scene koje se odvijaju na sveuličištu gdje Louise predaje snimljene su na sveučilištu u Montréalu.
Film je koristio skriptu koju je dizajnirala Martine Bertrand (supruga scenografa Patricea Vermettea), a koja je temeljena na originalom konceptu samog scenarista. Kompjuterski stručnjaci Stephen i Chistopher Wolfram analizirali su skriptu kako bi dali osnove Louiseinog posla u filmu. Tri lingvista sa sveučilišta McGill bili su glavni savjetnici na filmu. Zvučni zapisi izvanzemaljskog jezika kreirani su uz konzultiranje Morgana Sonderreggera, stručnjaka za fonetiku. Lisa Travis davala je savjete za scenografiju tijekom konstrukcije radnih mjesta glavnih protagonista filma. Jessica Coon također je konzultirana u vezi svoje lingvističke ekspertize tijekom rada na scenariju. Heisserer je na premijeri filma na festivalu Alamo Drafthouse krajem rujna 2016. godine izjavio da su posljednje riječi supruge generala Shanga bile: "U ratu ne postoje pobjednici, samo udovice". Redatelj Villeneuve u filmu je odlučio da neće upotrijebiti titlove za tu rečenicu; scenarist Heisserer je s druge strane napomenuo da ju on ne želi tajiti i bio je sretan kada je otkrio njezin prijevod.

### Glazba
Jóhann Jóhannsson započeo je skladati glazbu kada je snimanje filma započelo, a svoju je inspiraciju crpio iz scenarija i crteža. Jednu od glavnih tema filma napisao je već u prvom tjednu koristeći vokale i eksperimentalnu dionicu na glasoviru.
Skladba "On the Nature of Daylight" autora Maxa Richtera koristi se u filmu na njegovom početku i samom kraju. Zbog njezine upotrebe u finalnoj verziji filma, Jóhannssonova glazba nije se mogla nalaziti u konkurenciji za prestižnu nagradu Oscar u kategoriji najbolje originalne glazbe uz obrazloženje da bi na glasače utjecala poznata glazba koja je već ranije postojala. Službeni soundtrack filma u prodaju je pušten 11. studenog 2016. godine.

## Distribucija
Prva kino najava (tzv. teaser) objavljena je u kolovozu 2016. godine, a već tjedan dana kasnije objavljen je i službeni trailer. Kompanija Paramount Pictures izdala je seriju promotivnih plakata za film, među ostalima i one koji prikazuju izvanzemaljske brodove na nebu iznad Hong Konga, a na kojima se također nalazi i poznati toranj u Pekingu. Ova netočnost razljutila je korisnike društvenih mreža u Hong Kongu. Plakati su kasnije povučeni iz tiska.
U svibnju 2014. godine kompanija Paramount otkupila je prava na distribuciju filma u SAD-u i Kanadi. Nedugo potom kompanije Sony Pictures i Stage 6 Films otkupile su prava na distribuciju filma u ostatku svijeta. Film je svoju svjetsku premijeru imao na filmskom festivalu u Veneciji dana 1. rujna 2016. godine. Također je prikazan i na filmskim festivalima u Torontu, Tellurideu te Londonu. U službenu kino distribuciju u SAD-u krenuo je 11. studenog, a u hrvatskim se kinima započeo prikazivati od 24. studenog.
Film Dolazak u digitalnu distribuciju u visokoj rezoluciji krenuo je 31. siječnja 2017., a na DVD-u i Blu-rayu je pušten u prodaju od 14. veljače iste godine.

## Priznanja

### Zarada na kino blagajnama
Film Dolazak tijekom svoje kino distribucije u SAD-u i Kanada zaradio je 100,5 milijuna dolara te još dodatnih 102,8 milijuna dolara u ostatku svijeta čime njegova sveukupna zarada do danas iznosi 203,3 milijuna dolara. Produkcijski budžet filma iznosio je 47 milijuna dolara.
U svom prvom vikendu prikazivanja, Dolazak je krenuo skupa s filmovima Almost Christmas i Zatočena te se predviđalo da će film zaraditi 17 milijuna dolara u 2317 kino dvorana u kojima je započeo igrati (sam studio je predvidio čak i manji financijski debi - od dvanaest do petnaest milijuna). Samo u četvrtak navečer film je zaradio 1,4 milijuna dolara u 1944 kino dvorana, a prvog dana utržio je 9,4 milijuna dolara čime su predviđanja za prvi vikend narasla do 24 milijuna dolara. U konačnici je film u prvom vikendu prikazivanja zaradio 24,1 milijun dolara što ga je postavilo na treće mjesto tjedne liste gledanosti. U drugom vikendu film je utržio 12,1 milijun dolara (pad od 49,6%), a u trećem 11,5 milijuna (pad od samo 5,6%). Nakon što je dobio osam nominacija za prestižnu nagradu Oscar, film se ponovno počeo prikazivati u 1221 kino dvorani dana 27. siječnja 2017. godine (u odnosu na prethodni vikend to je značilo da se film prikazuje u 1041 dvorani više) te je zaradio dodatnih 1,5 milijuna dolara (357,4% više od prethodnog vikenda). U hrvatskim kinima film je u prvom vikendu prikazivanja vidjelo 11.800 ljudi, a do kraja kino distribucije vidjelo ga je preko 35 tisuća gledatelja.

### Kritike
Na popularnoj internetskoj stranici Rotten Tomatoes koja se bavi prikupljanjem filmskih kritika, film Dolazak ima 94% pozitivnih ocjena temeljenih na 324 zaprimljena teksta uz prosječnu ocjenu 8.3/10. Generalno mišljenje kritičara te stranice je: "Film Dolazak svojim gledateljima donosi godinama potrebnu injekciju originalnosti kada je znanstvena fantastika u pitanju uz pravi val emocija i fantastičnu glumu Amy Adams". Na drugoj internetskoj stranici koja se također bavi prikupljanjem filmskih kritika (Metacritic) film ima prosječnu ocjenu 81/100 temeljenu na 52 kritike. Publika je film u anketi CinemaScorea ocijenila četvorkom na ljestvici od +5 do 1.
Brian Tallerico s internetske stranice RogerEbert.com dao je filmu tri od četiri zvjezdice uz opasku: "Ovo je film koji istovremeno izaziva gledatelje, dira njihove osjećaje, ali i potiče da o njemu razgovaraju. U većini vremena u tome uspijeva". Sam Lansky je na internetskoj stranici časopisa Time film opisao kao "sofisticirani SF uradak za odrasle: film o izvanzemaljcima za ljude koji ne vole filmove o izvanzemaljcima". Chris Tilly s internetske stranice IGN dao je filmu ocjenu osam i pol od deset i nadodao: "Film Dolazak je lekcija o jeziku koji se pretvara da je blockbuster, premda je on puno više od toga... To je pametan, sofisticiran SF uradak koji postavlja VELIKA pitanja i na jako dobar način odgovara na njih".
Filmski kritičar Robbie Collin dao je filmu pet od pet zvjezdica prozvavši ga "introspektivnim, filozofskim i na neobičan način nevjerojatno napetim. A zbog tog obrata koji se događa na sredini filma imat ćete osjećaj da film zbilja gledate s ruba sjedala". Časopis The Guardian postavio ga je na treće mjesto svoje ljestvice najboljih filmova 2016. godine. Kritičarka Catherine Shoard napisala je da se "radi o transcendentnosti; film koji će ponovno upaliti davno ugašen fitilj za odlazak u kina, za život." Brojne druge publikacije, uključujući io9, Den of Geek, WhatCulture, Mir Fantastiki, The Atlantic, Blastr i Digital Trend proglasile su Dolazak najboljim filmom 2016. godine.
S druge strane, Rex Reed kritičar New York Observera dao je filmu jednu od četiri zvjezdice i prozvao ga "najnovijom Villeneuveovom vježbom u kategoriji pretenciozne kakice" te istaknuo nedostatak akcijskih sekvenci u samoj priči.

### Nagrade
Film Dolazak sveukupno je skupio 151 nominaciju za razne nagrade, a osvojio njih 22. Za prestižnu nagradu Oscar film je nominiran u osam kategorija (najbolji film, najbolji redatelj, najbolji adaptirani scenarij, najbolja montaža zvuka, najbolja fotografija, najbolja montaža i najbolja scenografija), a osvojio je onu za najbolju montažu zvuka. Za nagradu Zlatni globus film je nominiran u dvije kategorije - za najbolju glavnu glumicu u drami (Adams) i najbolju originalnu glazbu (Jóhannsson). Za britansku nagradu BAFTA film je nominiran u devet kategorija (najbolji film, najbolja glumica, najbolji redatelj, najbolji adaptirani scenarij, najbolja fotografija, najbolja montaža, najbolja glazba, najbolji zvuk i najbolji vizualni efekti), a osvojio je onu za najbolji zvuk. Udruženje kritičara Amerike nominiralo je film Dolazak u deset kategorija (najbolji film, najbolji redatelj, najbolja glavna glumica, najbolji adaptirani scenarij, najbolji znanstveno-fantastični film, najbolja fotografija, najbolja scenografija, najbolja montaža, najbolji vizualni efekti i najbolja glazba), a osvojio je one u kategorijama najboljeg znanstveno-fantastičnog filma i najboljeg adaptiranog scenarija.

## Vanjske poveznice
- Dolazak u internetskoj bazi filmova IMDb-a